# Google Kamera

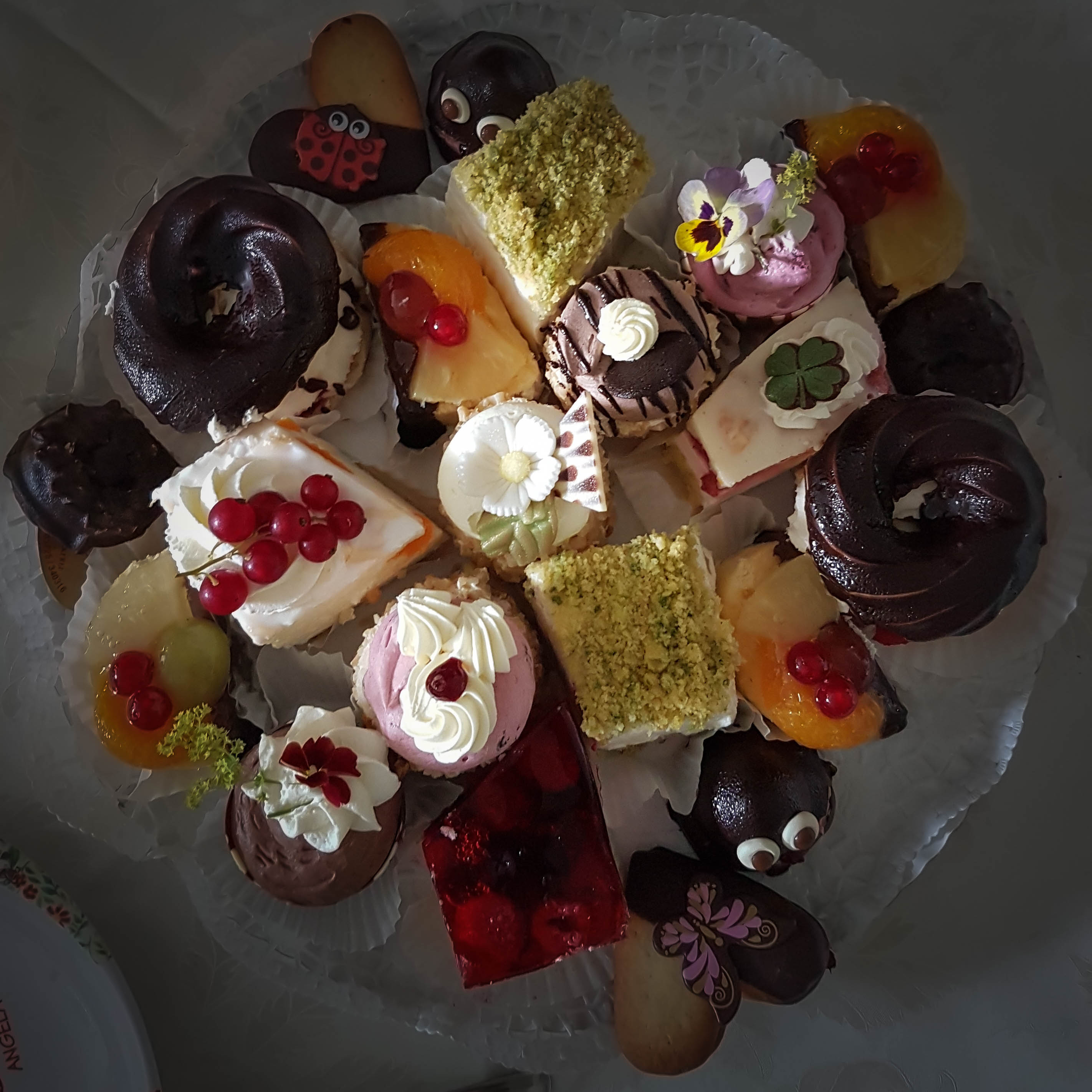
Ausschnitt aus der Kaffeetafel mit Google Kamera aufgenommen und mit Lightroom bearbeitet

Google Kamera ist eine Kamera-App, die von Google für Android-Betriebssysteme entwickelt wird. Sie war zunächst für alle Geräte ab Android 4.4 KitKat und höher verfügbar, wird nun aber nur noch für Nexus- und Pixel-Geräte offiziell unterstützt. Release im Google Play Store war am 16. April 2014. Seit dem 17. Februar 2016 wird der Download nicht mehr offiziell angeboten.
Als eine Besonderheit gilt der Fokuseffekt (auch Lens Blur genannt). Damit lässt sich die Schärfentiefe der Aufnahmen auch noch nach der Aufnahme verändern.

## Profi-Modus
Manche Smartphones gestatten die Wahl zwischen den Modi Automatisch und Professionell. So ist in letzterem – zum Beispiel bei dem Samsung-Ableger Kamera Version 7.6.39 – einstellbar:
- ISO von 50 bis 800,
- Belichtungszeit von 1/24 000 sec bis 10 sec,
- Farbton auf Werte wie Lebendig und Sanft,
- manueller Fokus.

## Portierungen
Um die App weiterhin auch auf Android-Smartphones lauffähig zu machen, die nicht von Google hergestellt wurden, veröffentlicht eine Community von Hobby-Entwicklern regelmäßig inoffizielle Portierungenen. Je nach gewählter Portierung und vorhandener Hardware stehen manche Funktionen der App dabei aber nicht zur Verfügung.